# Tomás Carlovich
Tomás Felipe Carlovich zvaný Trinche (19. dubna 1946 Rosario – 8. května 2020 tamtéž) byl argentinský fotbalista. Nikdy nehrál za reprezentaci, přesto ho mnozí experti jako Diego Maradona, Ubaldo Fillol, José Pékerman a César Luis Menotti označili za nejtalentovanějšího argentinského fotbalistu všech dob.
Pocházel z rodiny chorvatských přistěhovalců. Vrcholovému fotbalu se věnoval od roku 1965 do roku 1988, hrál na pozici středního záložníka. Vynikl díky vytříbené míčové technice, neprosadil se však do absolutní špičky, protože byl patriotem města Rosaria a odmítal nabídky velkoklubů jako CA Boca Juniors, AC Milán nebo New York Cosmos. Připsal si pouze dva prvoligové starty za Rosario Central, většinu kariéry strávil v nižších soutěžích v klubech CSD Flandria, Independiente Rivadavia, Central Córdoba, CA Colón a Deportivo Maipú.
Proslavil se v přípravném utkání výběru Rosaria proti argentinskému národnímu týmu v roce 1974, kde hladce přehrával reprezentační hvězdy a do poločasu zajistil třemi brankami vedení svého týmu 3:0 (pak byl vystřídán, aby debakl nenahlodal psychiku reprezentantů před mistrovstvím světa). V roce 1976 byl pozván na reprezentační sraz, ale nedostavil se s vysvětlením, že se kvůli rozvodněné řece zdržel na rybářské výpravě.
Zemřel ve věku 74 let na následky zranění hlavy, které utrpěl v potyčce s mladíkem, jenž ho na ulici přepadl a chtěl mu ukrást bicykl.